# Ryugu (planetka)
(162173) Ryugu je blízkozemní planetka. Je téměř kulatého tvaru, její průměr činí asi 880 m. Vzhledem ke své dráze je řazena do Apollonovy skupiny a vzhledem ke své velikosti jde i o potenciálně nebezpečnou planetku. Objevena byla v květnu 1999, pojmenována byla v roce 2015 podle podmořského paláce Rjúgúdžó z japonské mytologie.

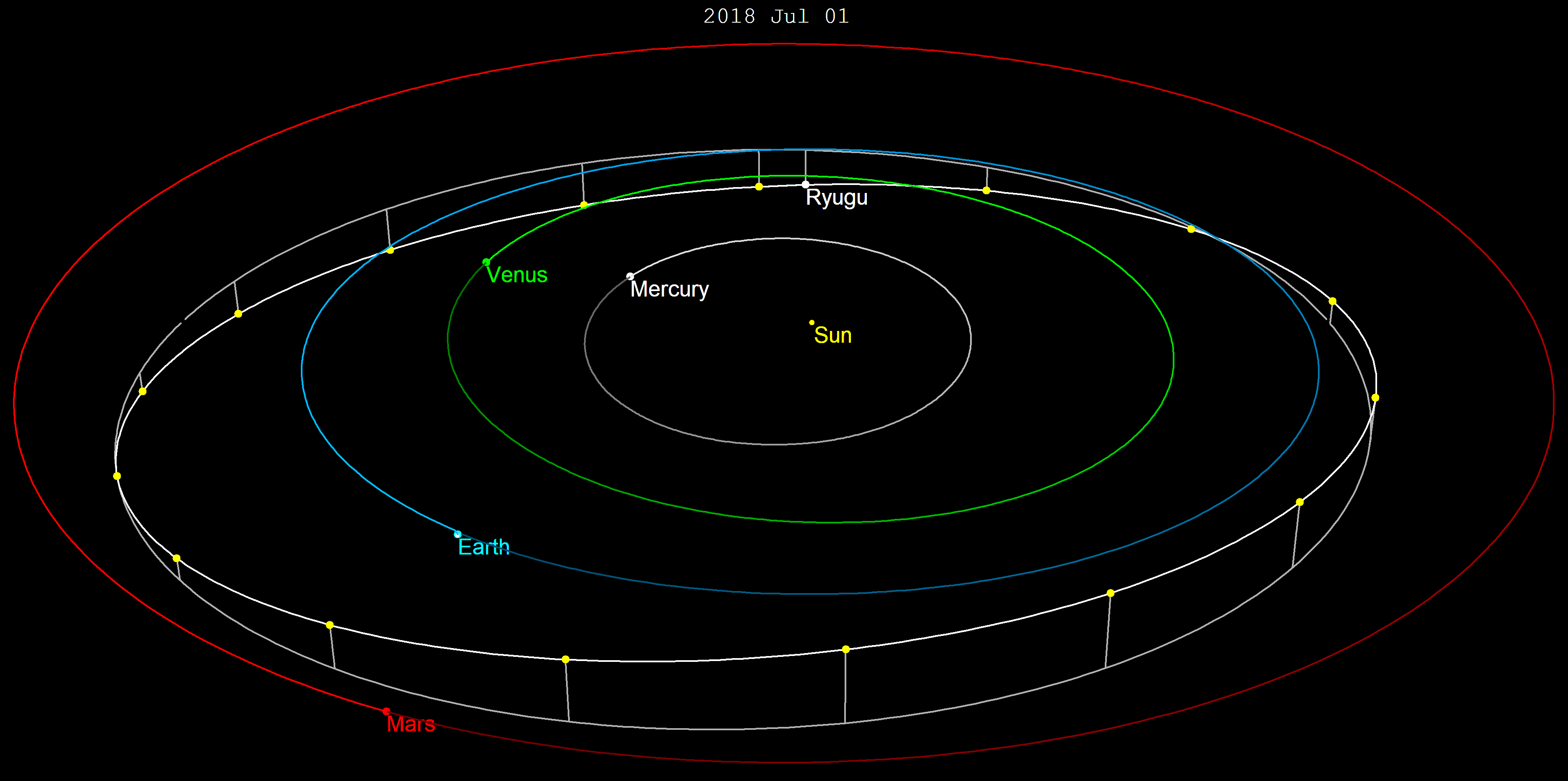
Orbita Ryugu (2018)

## Výzkum
Na konci června 2018 k ní doletěla po třech a půl letech letu japonská sonda Hajabusa 2, jejímž úkolem je i sběr vzorků z Ryugu a jejich dopravení zpět na Zemi. Ve středu 20. února 2019 sonda začala přípravné práce na přistání, kdy se spustila z parkovací pozice 20 km nad povrchem planetky do nižší výšky. Kolem půlnoci 21. února 2019 sonda přistála na planetce na předem vybrané plošině L08-E1 o průměru 6 metrů nacházející se v blízkosti rovníku mezi krátery Kontaro a Brabo. Celý manévr probíhal automaticky, jelikož komunikace se Zemí by byla příliš pomalá. Sonda vystřelila rychlostí 300 m/s tantalový projektil a odebrala pomocí sací hubice vymrštěné vzorky. Sekundu po kontaktu s povrchem, těsně před půlnocí, už sonda začala znovu stoupat zpět k oběžné dráze. Další původně plánovaný povrchový odběr byl pro přílišné riziko zrušen. Následovalo vytvoření umělého kráteru vystřelením měděného projektilu o hmotnosti 2,5 kg. Sonda pak prozkoumala místo kráteru a odebrala vzorky podpovrchového materiálu. Odebrané vzorky byly dopraveny na Zemi 6. prosince 2020.